# Плоньский повет
Плоньский повет (пол. Powiat płoński) — повет (район) в Польше, входит как административная единица в Мазовецкое воеводство. Центр повета — город Плоньск. Занимает площадь 1383,67 км². Население — 88 825 человек (на 2013 год).

## Административное деление
- города: Плоньск, Рачёнж, Сохоцин
- городские гмины: Плоньск, Рачёнж
- городско-сельские гмины: Гмина Сохоцин
- сельские гмины: Гмина Бабошево, Гмина Червиньск-над-Вислой, Гмина Дзежонжня, Гмина Йонец, Гмина Нарушево, Гмина Нове-Място, Гмина Плоньск, Гмина Рачёнж, Гмина Залуски

## Демография
Население повета дано на 2013 год.
| Перепись            | Всего  | Мужчины | Женщины |
| ------------------- | ------ | ------- | ------- |
| Всего               | 88 825 | 43 797  | 45 028  |
| Городское население | 27 156 | 12 864  | 14 292  |
| Сельское население  | 61 669 | 30 933  | 30 736  |